# Rejmanka
Rejmanka – osada w Polsce położona w województwie wielkopolskim, w powiecie ostrzeszowskim, w gminie Ostrzeszów. Osada znana ze względu na swoje walory turystyczne. Graniczy z wioskami takimi jak Siedlików, Zajączki i Potaśnia. Rejmanka podlega pod Sołectwo Zajączki.
W latach 1975–1998 miejscowość administracyjnie należała do województwa kaliskiego. 
31 grudnia 2011 roku miejscowość zamieszkiwało 67 osób. Wśród nich było 29 mężczyzn i 38 kobiet. Na jednego mężczyznę przypadało średnio 1,31 kobiety.